# 프리스트레스트 콘크리트

프리스트레스트 콘크리트 도식

프리스트레스트 콘크리트(Prestressed Concrete)는 철근 콘크리트 보에 일어나는 인장응력을 상쇄할 수 있도록 미리 압축응력을 준 콘크리트이다.

## 철근 콘크리트 구조물의 개념 및 단점
- 콘크리트의 인장강도는 압축강도에 비해 매우 작다, 그래서 콘크리트 보를 만들 때에는 인장측에 철근을 넣어 인장응력을 부담하도록 한다. 압축은 콘크리트가 받고 인장은 철근이 받도록 하는 이와 같은 구조형식을 철근 콘크리트라 한다.
- 사용하중하에 놓인 실제 철근 콘크리트 보의 인장측에서는 미세한 균열이 발생한다. 콘크리트에 균열이 발생하면 콘크리트는 힘을 받지 못하게 된다. 따라서 철근 콘크리트 보에서는 콘크리트의 인장응력은 무시하고 인장력 모두를 철근이 받도록 설계를 한다.
- 철근 콘크리트 보에 생긴 균열은 점차 발달하게 되고 균열을 통해 들어온 수분, 염분 등의 물질은 철근을 부식시켜 구조물의 내구성을 저하시키게 된다.
- 이와 같이 철근 콘크리트 구조물은 인장측의 콘크리트를 무시하고 설계를 해야하기 때문에 재료를 효율적으로 사용할 수 없는 것과 구조물이 대형화될수록 자중의 증가하게 되는 문제과 더불어, 균열로 인한 내구성 저하가 발생하는 단점이 있다.

## 철근 콘크리트 구조물 단점 보완을 위한 프리스트레스트 콘크리트
- 철근 콘크리트의 단점을 보완하기 위해 철근 콘크리트 보에 발생하는 인장응력을 상쇄할 수 있도록 콘크리트에 미리 압축응력을 준 프리스트레스트 콘크리트를 사용함으로 철근 콘크리트 구조물의 단점을 보완할 수 있다.

| 구분        | 프리스트레스트 콘크리트 | 철근 콘크리트                                           |
| ----------- | --- | ------------------------------------------------------- |
| 사용재료    | 강재는 매우 큰 인장력을 받고, 콘크리트는 높은 프리스트레스에 견뎌야 하기 때문에 고강도 강재와 고강도 콘크리트를 사용한다. 재료를 높은 응력수준에서 유효하게 활용할 수 있다.                                         | 일반 콘크리트, 일반 강재                                |
| 역학적 성질 | 전 단면이 유효하게 이용된다. | 중립축을 경계로 인장측 콘크리트는 무시하고 설계한다.    |
| 역학적 성질 | 사용하중에서는 균열이 발생하지 않는다. 구조물에 초과하중이 작용하여 균열이 발생하더라도 초과하중이 제거되면 균열은 아물게 됨.                                                                                       | 사용하중에서 균열이 발생함                              |
| 사용성      | 균열이 없어 내구성 및 수밀성이 우수함. | PSC구조에 비하여 내구성 및 수밀성이 좋지 않음.          |
| 사용성      | 충격하중, 반복하중에 대한 저항력이 RC구조에 비해 크다. | 충격하중, 반복하중에 대한 저항력이 PSC구조에 비해 작다. |
| 사용성      | PSC구조는 전 단면을 유효하게 활용하며, 긴장재 배치형상에 따라 전단력을 감소시킬 수 있으므로, 얇고 가벼운 구조물을 제작 할 수 있다.                                                                                  |                                                         |
| 사용성      | RC에 비해 강성이 작아 변형이 크게 발생하고, 진동의 발생이 쉽다. | PSC에 비해 변형과 진동의 발생이 작다.                   |
| 안전성      | 프리스트레싱 작업 중 강재와 콘크리트는 최대의 응력상태에 놓이게 된다. 따라서 프리스트레싱 작업 중 구조물이 안정하였다면 구조물의 사용중에도 충분히 안정할 것으로 생각할 수 있기 때문에 RC구조에 비해 안정성이 높다. |                                                         |
| 안전성      | 고강도 강재는 고온에서 급격히 강도가 감소하므로 PSC구조는 RC구조에 비해 내화성이 작다. | PSC구조에 비해 내화성이 크다.                           |
| 경제성      | 고강도 재료를 사용하기 때문에 같은 설계하중에서 재료의 양은 줄어들지만 단가가 높다. 정착장치, 쉬스관등의 부속재료와 그라우팅 비용등이 추가된다.                                                                     |                                                         |

## 프리스트레스트 콘크리트의 적용 현황

### 세계의 프리스트레스트 콘크리트
- 1872년 미국의 P.H.Jackson이 프리스트레싱 시스템을 착상함.
- 1888년 독일의 C.W.Doehring이 프리스트레스트 슬래브를 개발하였으나 시간경과에 따른 프리스트레스트의 감소로 실패함.
- 1900년대 초반 미국의 R.E.Dill이 응력손실 극복을 위해선 고강도 강재가 필요하고, 콘크리트의 건조수축 및 크리프로 인해 응력손실이 발생한다는 사실을 알아내었으며, 포스트 텐셔닝(Post Tensioning)의 개념을 제시함.
- 1926~1928년 프랑스의 E.Freyssinet이 연성이 큰 고강도 강재에 의해 응력손실을 극복할 수 있는 방법을 제시함.
- 1940년 프랑스의 E.Freyssinet이 원추형 쐐기로 된 PS강재 정착장치를 포함한 프레시넷(Freyssinet) 시스템을 발표함.
- 1945년 제2차 세계대전후 전후복구 과정에서 PSC교량의 건설이 급속하게.

### 대한민국의 프리스트레스트 콘크리트
- 1956년 중앙산업(주)에서 PSC침목을 BBRV공법으로 제조한 것이 프리스트레스트 콘크리트의 시작이다.
- 1961년 BBRV공법으로 길이 23m의 PSC 보를 시험제작하였다.
- 1962년 3월 대한민국 최초의 프리스트레스트 교량인 구운교(거더길이 16m, 6경간, 가평군 외서면 대성리)가 협화실업(주)에 의해 프레시넷(Freyssinet) 공법으로 착공되었다.

## 콘크리트 강도
대한민국 표준시방서 KCS 14 20 53 :2018 프리스트레스트 콘크리트의 3.5.3 프리스트레싱할 때의 콘크리트 강도에서는 콘크리트 강도가 다음 조건을 만족하도록 요구하고 있다.
- 프리스트레싱 할 때 콘크리트 압축강도는 프리스트레스 직후 콘크리트 최대 압축응력의 1.7배 이상
- 프리텐션 방식 : 콘크리트 압축강도 {\displaystyle \geq 30MPa}
- 소형 부재, 건축물 부재에서처럼 실험이나 기존 적용 실적을 통해 안전성이 검증된 경우 25MPa로 하향 조정 가능.

프리스트레스 도입시 압축강도는 KCS 24 10 00 :2018 콘크리트교량공사 3.2.2 프리스트레싱 시의 콘크리트의 압축강도에 의해 특별한 규정이 없으면 아래 값으로 적용할 수 있다.
- 프리텐션 : 30 MPa
- 포스트텐션 : 28 MPa

또한 KDS 24 14 21 :2019 콘크리트교 설계기준(한계상태설계법) 1.5.7 프리스트레스트 구조물에서는 콘크리트 강도가 다음 조건을 만족하도록 요구한다.
- 포스트텐션 부재의 콘크리트 설계기준압축강도 30MPa 이상
- 프리텐션 부재의 콘크리트 설계기준압축강도 35MPa 이상

## 프리스트레싱 방법
콘크리트에 프리스트레스를 주기 위해서는 콘크리트에 압축력을 인위적으로 가해야 한다. 압축력을 작용시키는 방법은 아래와 같다.

### 기계적인 장치를 활용하는 방법
- 가장 일반적으로 사용되는 방법으로, 고강도 강재에 인장력을 작용시켜 긴장시킨 상태로 그 끝을 콘크리트 구조물의 양단에 정착시키는 방법이다.

### 화학적인 방법을 사용하는 방법
- 팽창재를 활용하여 화학적인 프리스트레스를 가하는 방법이다.

### 기타의 방법
- Preflex 등의 방법을 이용하는 방법이다.

## 프리스트레스 손실
아래 이유로 가한 프리스트레스 손실이 일어난다.
- 콘크리트 탄성변형
- 콘크리트 크리프
- 콘크리트 건조수축
- 긴장재 릴렉세이션
- 긴장재, 쉬스 사이 마찰

## 같이 보기
- 철근 콘크리트
- 디비닥 공법

## 참고 자료
- 신, 현묵. 《프리스트레스트 콘크리트》 10판. 동명사.
- 박영태 (2019). 《토목기사 실기》. 세진사.